# Langues hmong-mien
 (décembre 2015).
Pour les articles homonymes, voir hmx et HMX (homonymie).
Les langues hmong-mien ou miao-yao (chinois simplifié : 苗瑶语系 ; chinois traditionnel : 苗瑤語系 ; pinyin : miáo-yáo yǔxì ; litt. « système linguistique Miao-Yao ») sont une petite famille de langues de Chine du sud et d'Indochine. Elles sont parlées dans les régions montagneuses de Chine du sud, dans les provinces de Guizhou, Hunan, Yunnan, Sichuan, Guangxi et Hubei, là où ont été relégués les « peuples des collines », alors que les Hans se sont installés dans les vallées plus fertiles. Au cours des trois à quatre mille dernières années, Les populations Hmong et certains Mien ont émigré vers la Thaïlande, le Laos, le Viêt Nam et la Birmanie (Myanmar). Les guerres successives en Indochine ont conduit de nombreux Hmong à quitter l'Asie du Sud-Est pour l'Australie, les États-Unis d'Amérique, et d'autres pays occidentaux.

## Description
La famille des langues hmong-mien comprend deux branches principales, les langues hmong et les langues mien, englobant 40 langues et dialectes distincts.
En Chine, les populations parlant les langues hmong-mien sont représentées par trois groupes ethniques officiellement reconnus, les Miao (ou Hmong), les Yao (ou Mien) et les She.

## Parenté
Les langues hmong (miao) et mien (yao) sont nettement distinctes, bien que linguistiquement proches. La position de la langue ho nte (shē en mandarin) n'est pas claire ; on pense cependant qu'elle est plus proche de la branche mien. La difficulté de la classification provient en partie de la forte influence exercée par les langues voisines. On trouvera ci-dessous une proposition de classification des langues hmong-mien. 
Les anciennes classifications plaçaient les langues hmong-mien dans la famille des langues sino-tibétaines, où de nombreuses classifications chinoises les placent d'ailleurs encore, mais le consensus actuel parmi les linguistes occidentaux leur donne un statut de famille séparée. La famille hmong-mien est originaire du sud ou peut-être du centre de la Chine. Si la région où l'on trouve le plus grand nombre de locuteurs est actuellement comprise entre les fleuves Yangzi Jiang et Mékong, il y a des raisons de penser qu'ils y ont migré depuis des régions situées plus au nord, à la suite de l'arrivée de populations han. 
Au-delà des importants superstrats austroasiatique et chinois, la recherche de parentés externes pour les langues hmong-mien a donné lieu à différentes hypothèses : les ensembles "Yangzian" (Austroasiatique + Hmong-Mien ; Davies 1909, Haudricourt 1966, Peiros 1998, Starosta 2005), "Macro-Austrique" (Austronésien + Austroasiatique + Sino-Tibétain + Hmong-Mien + Taï-Kadai ; Schiller 1987), "Pan-Sino-Austronésien" (Austronésien + Austroasiatique + Sino-Tibétain + Hmong-Mien + Taï-Kadai ; Zhengzhang 1993-1995, Pan 1995), "Est-Asien" ((Sino-Tibétain + Yangzian) + Austronésien ; Starosta 2005). Toutefois, la conjecture de Sagart (2005) d'un "est-asien" défini comme STAN (sino-tibétain-austronésien dont taï-kadai) + Austroasiatique reste agnostique sur l'intégration ou non des langues hmong-mien.
Plus récemment, en 2021, Guillaume Jacques, pointe des affinités entre le hmong-mien et le rgyalrongic, langue himalayenne présentant de fortes différences avec les autres langues tibétaines. Ainsi, le hmong-mien, famille relictuelle de Chine fortement influencée par l'austroasiatique puis par le chinois, serait liée au rgyalrongic, petite famille relictuelle de l'Himalaya, fortement influencée par des langues tibétaines, au point d'être considérée comme une langue tibétaine très divergente. Les deux groupes linguistiques ont par ailleurs en commun une forte proportion de l'haplogroupe Y-chromosomique D1-M15 parmi leurs locuteurs.  

## Noms
En mandarin, ces langues sont appelées miáo et yáo. 
Les noms meo, hmu, mong et hmong sont diverses appellations locales pour miáo. Le nom hmong, que se donnent la plupart des réfugiés laotiens, est le plus employé en Occident. On doit noter cependant que ce nom n'est pas utilisé en Chine, où vivent la plupart des Miao. 
Quant au nom chinois yáo, il est aussi utilisé pour la nationalité yao, qui est plus un groupe culturel qu'un groupe ethnolinguistique. Il comprend des populations parlant la langue mien, des langues tai-kadai, yi et hmong. Pour ces raisons, il est préférable d'utiliser l'ethnonyme Mien, moins ambigu. 
Les mots hmong et mien, signifiant tous les deux personnes, sont apparentés.

## Caractéristiques
Comme de nombreuses langues de la Chine du Sud, les langues hmong-mien sont fortement monosyllabiques. Elles sont aussi parmi les langues les plus tonales du monde. Certains ont suggéré qu'elles auraient pu être à l'origine de l'utilisation des tons ; ainsi le chinois, les autres langues tibéto-birmanes comme le nosu, et les langues tai-kadai auraient pu développer leur système de tons sous l'influence hmong-mien, et plus tard le vietnamien sous l'influence tai.

## Histoire
Selon des preuves historiques et archéologiques, les locuteurs des langues hmong-mien sont originaires des cultures néolithiques du bassin moyen-inférieur du Yangtsé (YRB), à savoir les populations des culture de Qujialing (3400-2600 av. J.-C.), de Shijiahe (3000-1900 av. J.-C.) et de la culture de Daxi (5000-3300 av. J.-C.). La linguistique historique suggère que ces populations descendent de l'ancien peuple « Baipu », la langue proto-hmong-mien remontant à environ 500 av. J.-C. dans la même région. Selon les archives historiques, les locuteurs des langues hmong-mien étaient appelés « hommes de Wuxi », habitant les monts Wuling, entre le Guizhou et le Hunan, entre 100 et 500 apr. J.-C..
Sous les dynasties Tang et Song (618-1279 apr. J.-C.), des termes désignant ces groupes ethniques, tels que She et Yao, sont apparus dans les documents historiques chinois. Les migrations ultérieures au cours des dynasties Ming et Qing (1368-1911) ont propagé les locuteurs des langues hmong-mien du sud-ouest de la Chine à travers le Yunnan et plus loin en Asie du Sud-Est, établissant la répartition géographique actuelle de la famille des langues hmong-mien.
Il semble que les Hans soient restés cantonnés dans la haute vallée du fleuve Jaune (fleuve jaune) pendant la dynastie Zhou. Ils n'y étaient peut-être que des immigrants de fraîche date ; si c'est le cas, la question de l'identité du peuple de la dynastie Shang est ouverte. Les Hmong-Mien sont une possibilité, mais il est aussi possible que les Shang n'aient laissé aucune descendance linguistique. Une chose est cependant certaine, les légendes chinoises présentent le peuple hmong-mien comme l'un des fondateurs de la Chine. Des fouilles japonaises de cités chinoises anciennes telles que Pengtoushan (dans l'actuelle province du Hunan) ont montré la possibilité que leurs habitants aient été d'ethnie hmong-mien ; un argument en faveur de cette théorie est apporté par des études palynologiques, prouvant la présence de liquidambars, couramment employés comme arbres à prières dans les villages hmong-mien[réf. nécessaire]. 
Si les Hmong-Mien ont eu un jour une aussi grande extension, la plus grande part de leur diversité a été perdue. Les langues actuelles seraient alors la seule branche de la famille à avoir survécu.

## Proposition de classification
La base de données linguistique Ethnologue liste trente-cinq langues hmong-mien, mais nombre d'entre elles sont mutuellement intelligibles. La classification ci-après reprend Matisoff (2001). 
- Langues hmong (miao)
  - hmong septentrional
    - miao du Xiangxi ou hmong rouge

  - hmong occidental
    - miao de Libo
    - miao de Weining
    - miao Yi
    - hmong proprement dit (inclut le hmong vert hmong njua, le hmong blanc hmong daw et le miao pie)

  - hmong central
    - miao du (hmong noir)
    - miao de Longli
    - miao chuanqiandian avec de nombreux dialectes : le miao de Shuijingping, le miao de Xinzhai, le gejia

  - hmong oriental (Guizhou)
    - hmu septentrional

  - langues bunu
    - bunu
      - dongnu : dongnu de Dahua, dongnu de Du'an
      - nunu : nunu de Bama, nunu de Lingyun
      - bunuo

    - numao
      - numao
      - dongmeng

    - naoklao

  - jiongnai
  - younuo
  - baheng
    - pa-hng
    - wunai

  - ho nte
  - bana (classification controversée)
- langues mien
  - mien-kim 
    - iu mien
    - kim mun

  - biao min
  - dzao min

De plus, la position du ho nte est obscure.